# Iglesia de Santa Ana (Castell de Castells)
La iglesia de Santa Ana de Castell de Castells (Provincia de Alicante, España) es un edificio religioso construido en el siglo XVIII al que se añadió a mediados del siglo XX la torre campanario.

## Descripción
Se trata de un templo de una nave de cuatro tramos con capillas laterales entre contrafuertes. Estas capillas se encuentran comunicadas entre sí en uno de los lados, semejando una nave lateral. 
La nave central se cubre con bóveda de cañón con lunetos y arcos fajones, mientras que las capillas laterales se cubren con bóvedas vaídas. El entablamento en orden compuesto recorre la nave, desde donde arrancan los arcos fajones. En las capillas laterales encontramos el orden toscano en el remate de pilastras.
El exterior está realizado con paños enfoscados en los que sólo destaca la puerta de acceso con dovelas de piedra, una hornacina y un hueco superior. La torre campanario se sitúa en un lateral. Es de planta cuadrada rematada con chapitel de dos cuerpos.